# ХТЗ-16
Т-16 (ХТЗ) или ХТЗ-16 — эрзац-САУ (бронетрактор), выпускавшаяся в 1941 году, в начальный период Великой Отечественной войны, на Харьковском тракторном заводе.
Представляла собой адаптированное шасси сельскохозяйственного гусеничного трактора под переоборудование в импровизированный танк, хотя скорее относилась к противотанковой САУ.

## История появления
На протяжении 1930—1932 годов в Советском Союзе проводился ряд экспериментов по созданию на базе сельскохозяйственных тракторов самоходных артиллерийских установок для непосредственной поддержки пехоты. Испытывалось около десятка различных опытных образцов бронетракторов. К весне 1932 года руководство Управления моторизации и механизации РККА, получив результаты испытаний бронетракторов различных конструкций, пришло к выводу, что сделать из обычного трактора полноценную боевую машину невозможно. Получавшаяся в результате техника не могла решать поставленные боевые задачи.
После ряда поражений, понесённых Красной Армией летом 1941 года и больших потерях в танках, советским руководством был принят ряд срочных мер. 20 июля 1941 года по результатам заседания ГКО СССР было принято постановление № 219 «Об организации производства 2 тысяч бронетракторов».
В соответствии с ним серийное производство бронетракторов планировалось развернуть на двух ведущих тракторостроительных предприятиях: Харьковском тракторном (ХТЗ) и Сталинградском тракторном (СТЗ) заводах. Причем, бронетрактора должны были быть побочной продукцией: одновременно на заводах шла подготовка к производству танков: средних Т-34 на Сталинградском и лёгких Т-60 на Харьковском. Проект поручили разработать конструкторскому бюро танкового отдела НАТИ. Предполагалось бронировать и вооружать тракторы 45 мм танковыми пушками и использовать в качестве противотанковых самоходных орудий.
Постановлением ГКО № 219 сс от 20 июля 1941 года ХТЗ-16 принимался на вооружение. Принимая во внимание, что СТЗ уже освоил производство танков Т-34, а на ХТЗ только начались работы по подготовке к выпуску Т-60, наркомом танковой промышленности В. А. Малышевым было принято решение основной объем производства бронетракторов развернуть в Харькове. Планом предусматривалось изготовить к октябрю 1941 года на Харьковском тракторном заводе 2000 ХТЗ-16. Бронекорпуса для них должны были поставлять Ворошиловградский и Новокраматорский машиностроительный завод. Последний, в свою очередь, получал прокат с Мариупольского завода имени Ильича. Прототип машины был изготовлен в июле, после чего она проходила испытания. Производство бронетракторов было начато в сентябре 1941 года, но из-за постоянных сбоев с комплектующими так и не вышло на крупносерийный уровень.

В начале августа в НАТИ испытывали четыре экспериментальных образца бронетракторов с 45 мм пушками построенных на базе 1ТМВ, СТЗ-3, СХТЗ-НАТИ и СТЗ-5. Для серийного производства избрали вариант на базе СТЗ-3, при бронировании шасси трактора было усилено, а для плавности хода на него установили обрезиненные катки и гусеницы с трактора СТЗ-5. Кабина водителя демонтировалась, на её место устанавливалась броневая рубка с толщиной брони 10-30 мм.
Бронетрактор вооружался 45-мм танковой пушкой 20К образцов 1932/34/37 годов. Для ближнего боя экипаж имел пулемёт ДП, перевозимый внутри. Установленная пушка имела ограниченные углы обстрела — 10 градусов, после чего, чтобы навести её на цель необходимо было разворачивать весь трактор. При постановке на серийное производство машина получила индекс ХТ3-16 (в документах воинских частей использовался индекс Т-16).
В середине сентября 1941, после разгрома и окружения основной группировки частей Красной армии Юго-Западного фронта под Киевом, создалась угроза быстрого захвата немецкими войсками Донбасса и Харьковского промышленного района, где были сосредоточены основные производственные мощности металлургии и тяжёлой промышленности в европейской части СССР. Уже через несколько дней ГКО СССР принимает решение об эвакуации сотни ведущих предприятий Восточной Украины. К моменту эвакуации Новокраматорского завода он успел поставить в Харьков немногим более сотни бронекомплектов для тракторов, в то время как на ХТЗ, к 14 сентября, в разной степени готовности находилось 1528 шасси для ХТ3-16 (из них 717 без гусениц, 1334 без баков и 1304 без электрооборудования).

18 сентября 1941 года началась эвакуация цехов Харьковского тракторного завода. Всего за это время в Харькове успели построить 142 бронетрактора, из которых первые 33 получили корпуса из не броневой стали. В документах такие машины именовались «железными». Вопреки расхожему мнению, СТЗ бронетракторы не собирал вообще, так как был загружен производством Т-34 и тракторов СТЗ-5-НАТИ.

## Боевое применение
Подробных данных об боевом использовании ХТЗ-16 немного. Производимые бронетракторы поступали на вооружение противотанковых подразделений воинских частей, формируемых в Харьковском военном округе. Так, в противотанковую роту 14-й танковой бригады поступило 8 бронетракторов ХТЗ-16, только сошедших с конвейера. 14 машин отгружались в 12-ю танковую бригаду, 1 в 13-ю, 8 в 35-ю, 5 в 7-ю, 36 в 133-ю и 1 в 142-ю. Кроме того 8 машин передавалось в 71-й отдельный танковый батальон и 12 в 47-ю танковую дивизию. Так же 8 ХТЗ-16 отправлялись в 23-й запасной танковый полк. Из не бронированных машин 4 передали во 2-е Харьковское и по одной в Ульяновское, Армавирское и Сталинградское бронетанковые училища. Ещё около 10-15 бронетракторов ХТЗ-16 в составе отдельного дивизиона принимали участие в обороне Полтавы в конце сентября 1941 года, где были быстро потеряны. В середине октября в составе Харьковского гарнизона был сформирован отдельный бронетанковый (противотанковый) отряд, который состоял из 47 единиц бронетанковой техники устаревших типов (25 Т-27, 13 Т-16 (ХТЗ), 5 Т-26, 4 Т-35).
23-25 октября 1941 года за Харьков начались уличные бои. В этих боях все машины противотанкового отряда были либо уничтожены, либо брошены при отступлении. Десять машин в составе 133-й танковой бригады приняли участие в обороне Москвы. Не менее 9 ХТЗ-16 было и в 150-й танковой бригаде Брянского фронта. Последние ХТЗ-16 были потеряны в мае 1942 года при попытке освободить Харьков.
Основными недостатками ХТЗ-16, как и всех бронетракторов, были: крайне низкая скорость, проходимость и маневренность; высокий силуэт; слабое бронирование; полное отсутствие радиооборудования для координации в бою; плохая обзорность в ходе боя и неподвижная пушка.

## Схожие машины

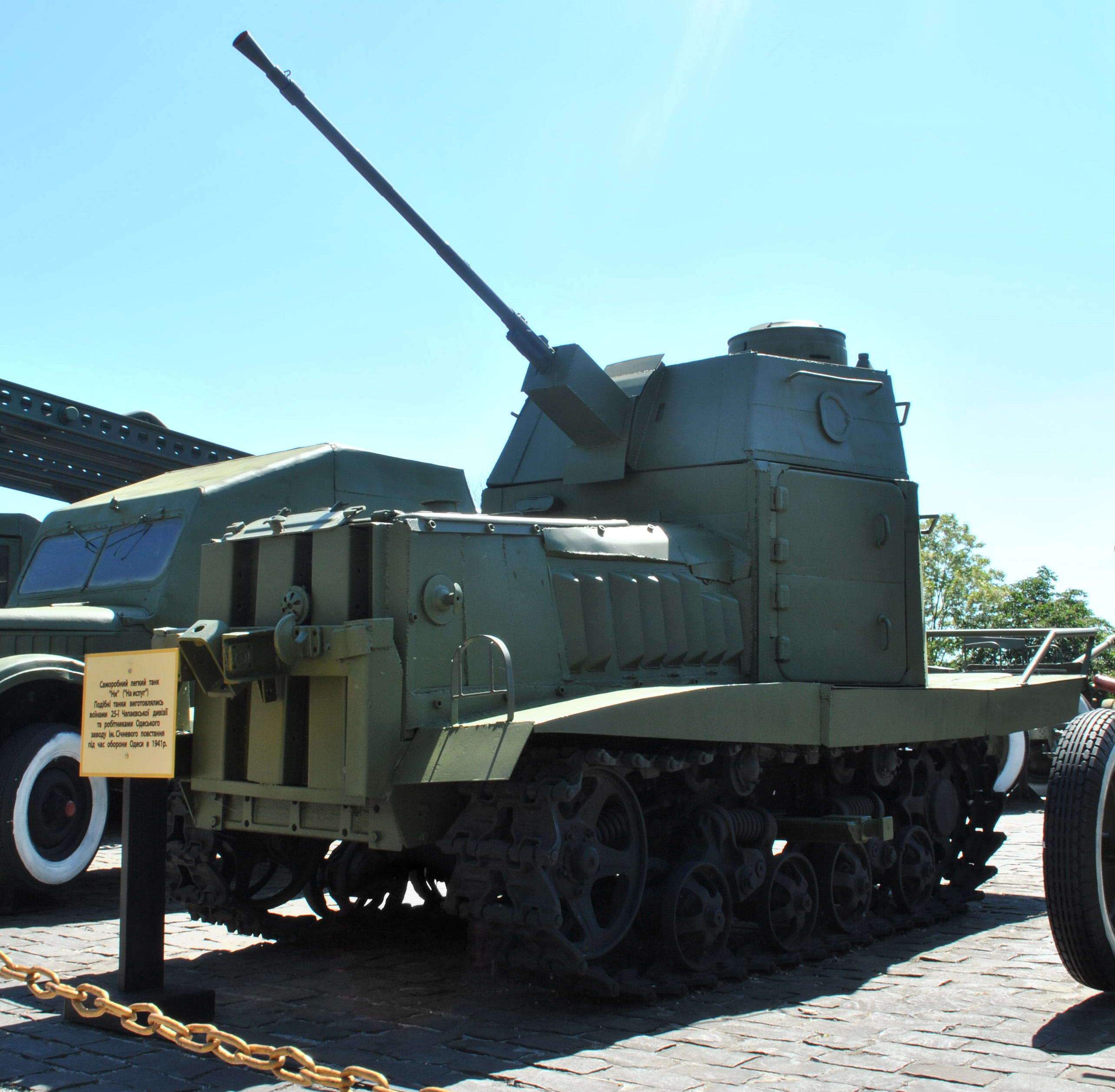
Импровизированный вариант бронетрактора ХТЗ-16 в Киеве

Работы по бронированию тракторов проводились и в осаждённой Одессе. На протяжении августа — сентября 1941 года на одесских заводах было переоборудовано не менее 46 СТЗ-5. В отличие от проекта ХТЗ-16, разработанного централизованно, одесские бронетракторы собирались без какой-либо документации — использовалось всё, что было под рукой. Вместо броневой стали, устанавливались сварные листы из судостроительной или котельной стали. Типового вооружения не было: пулемётные трактора вооружались одним-двумя пулемётами 7,62-мм ДТ либо одним 12,7-мм ДШК, пушечный вариант имел 37-мм танковую пушку.
После войны за этими машинами закрепилось название НИ/НИ-1 («На испуг»), а до этого по документам они проходили как «танк-трактор» или «бронированный трактор».
В августе 1941 года до десяти бронетракторов, на базе шасси СТЗ-5, было сделано на Ижорском заводе в Ленинграде. Они получили индекс ИЗ. О конструкции и применении этих бронетракторов не известно.
Также известно об участии импровизированных бронированных машин при обороне Моонзундских островов. Так, в целях усиления огневой обороны, защитники островов по собственной инициативе построили из тракторов 4 бронемашины, вооружённых пулемётами. К настоящему времени документально подтверждено наличие в сентябре — октябре 1941 года на островах Моонзундского архипелага одного взвода химических танков, 2 танкеток и 5 или 6 импровизированных боевых бронированных машин. Согласно же данным противника, общее количество захваченных советских бронеединиц на островах равнялось 18.

## Сохранившиеся экземпляры

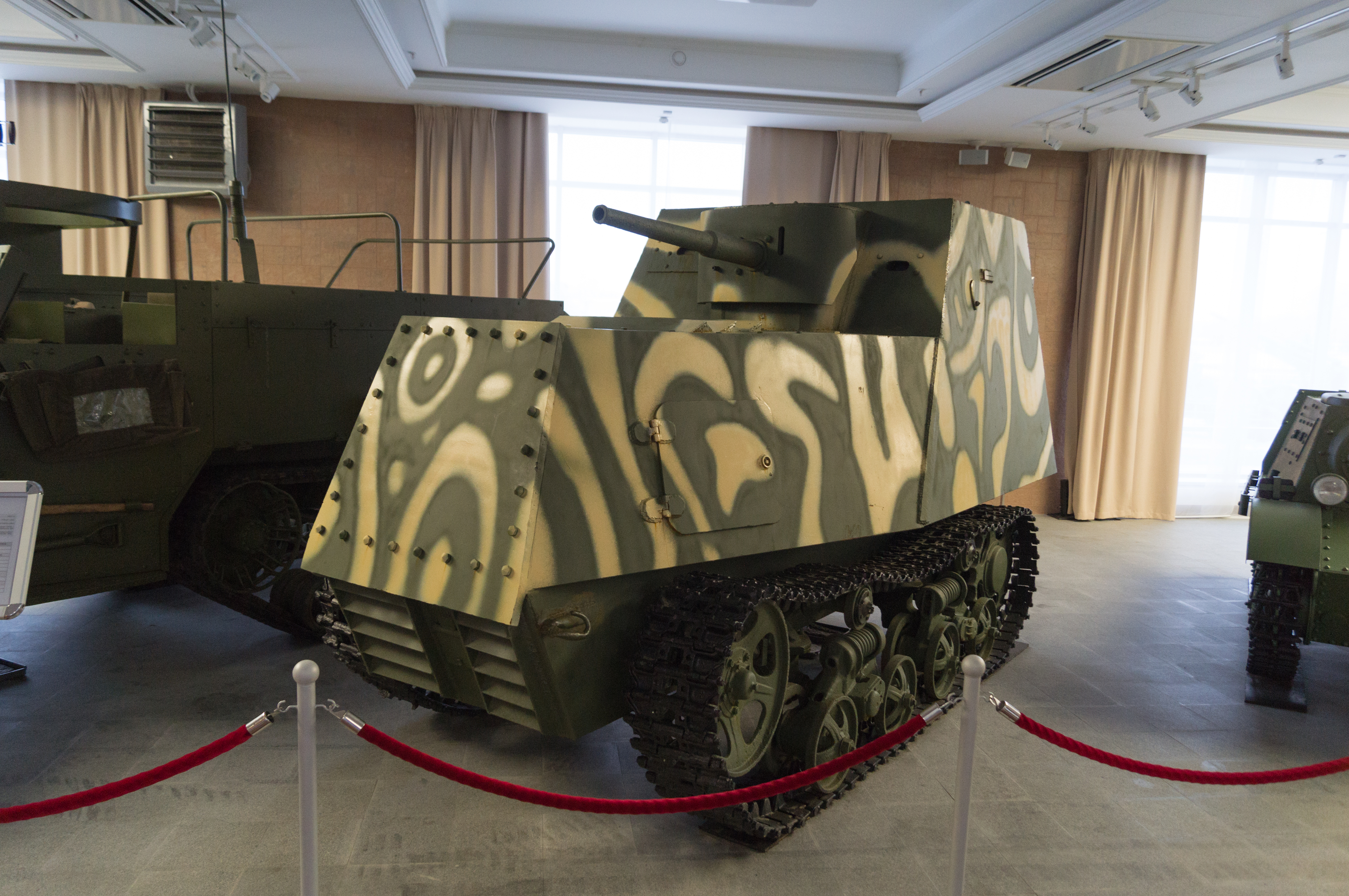
ХТЗ-16 в Верхней Пышме

- В Музее истории Великой Отечественной войны 1941—1945 годов в городе Киев имеется импровизированный вариант бронетрактора, который выдают за единственный сохранившийся экземпляр ХТЗ-16 (вооружённый авиапушкой ШВАК).
- Копия машины с использованием оригинальных частей также представлена в коллекции Музейного комплекса УГМК города Верхняя Пышма Свердловской области.

### Комментарии
1. ↑  «…для ускорения выпуска двух первых машин мы решили поставить на них башни со старых полностью разбитых Т-26 с 37-миллиметровой пушкой»[7].